# Igor Rodrigues
Igor Carreira Rodrigues (sinh ngày 5 tháng 5 năm 1995 ở Leiria) là một cầu thủ bóng đá người Bồ Đào Nha thi đấu cho S.C. Covilhã theo dạng cho mượn từ Benfica B, ở vị trí thủ môn.

## Sự nghiệp câu lạc bộ
Vào ngày 31 tháng 7 năm 2016, Rodrigues có màn ra mắt cho Sporting Covilhã trong trận đấu tại Cúp Liên đoàn bóng đá Bồ Đào Nha 2016–17 trước Aves.